# Pietro Marchitelli
Pietro Marchitelli (Villa Santa Maria, 1643 – Naples, 6 février 1729) est un violoniste italien et professeur de Michele Mascitti.

## Biographie
Pietro Marchitelli naît en 1643, dans la province de Chieti à Villa Santa Maria. Il reçoit l'enseignement de la musique au Conservatoire de S. Marie de Lorette en 1657. Reconnu comme un talentueux violoniste et professeur, Marchitelli, a tenu le poste de premier violon dans les plus prestigieuses institutions musicales napolitaines : la Chapelle royale de Naples et l'orchestre du Teatro San Bartolomeo. Il est tout au long de sa carrière un ami d'Alessandro Scarlatti et tenu en haute estime par ses contemporains. Marchitelli meurt de vieillesse en 1729 et est enterré à l'église di San Nicola alla Carità, à Naples. Il possédait sept violons de Crémone, trois petites violes et une guitare.

## Discographie
- Sonates en trio - Giovanni Rota et l'Ensemble Hortensia Virtuosa (2017, Da Vinci Classics)